# Goetheanum

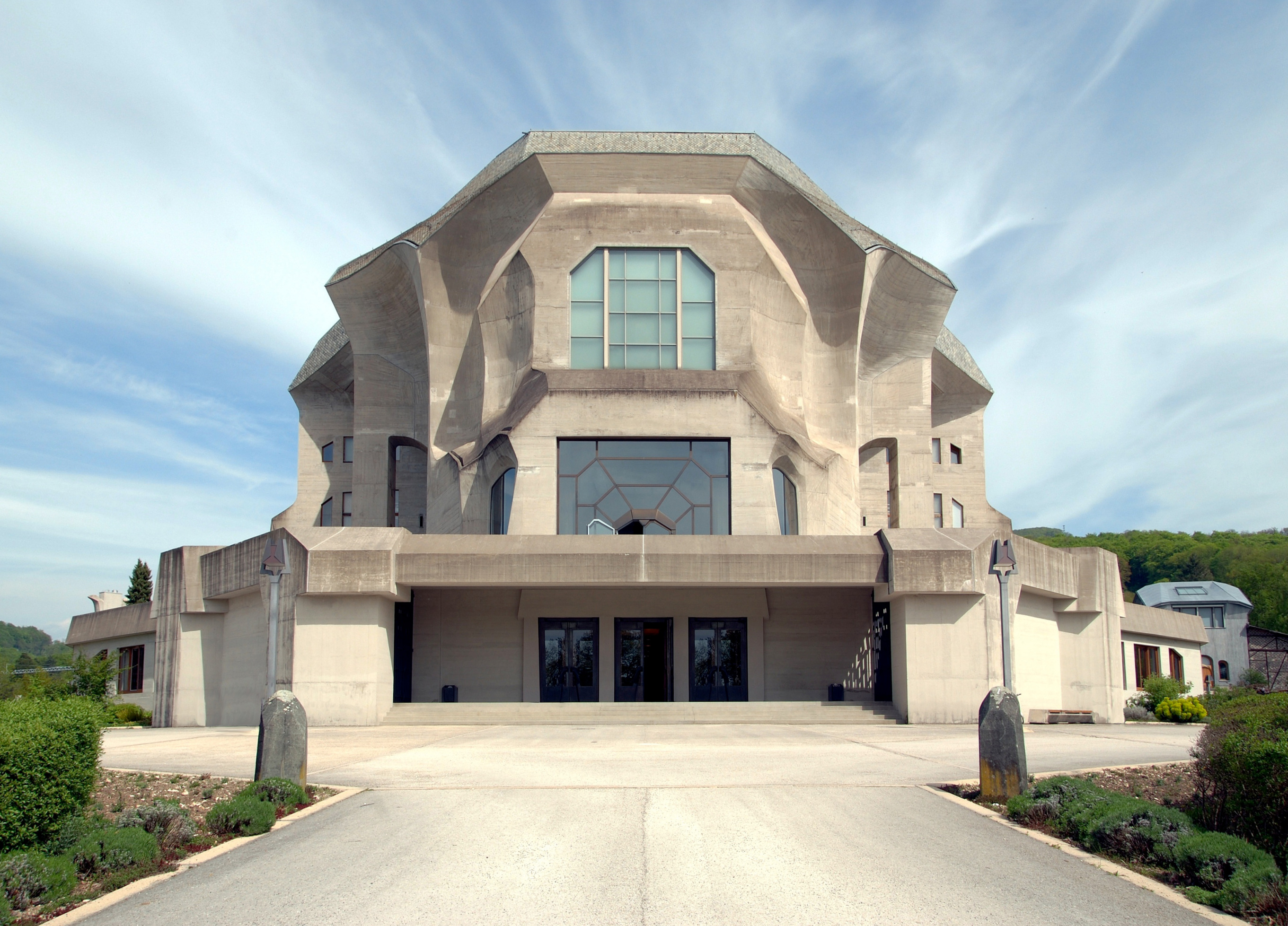
Exteriér

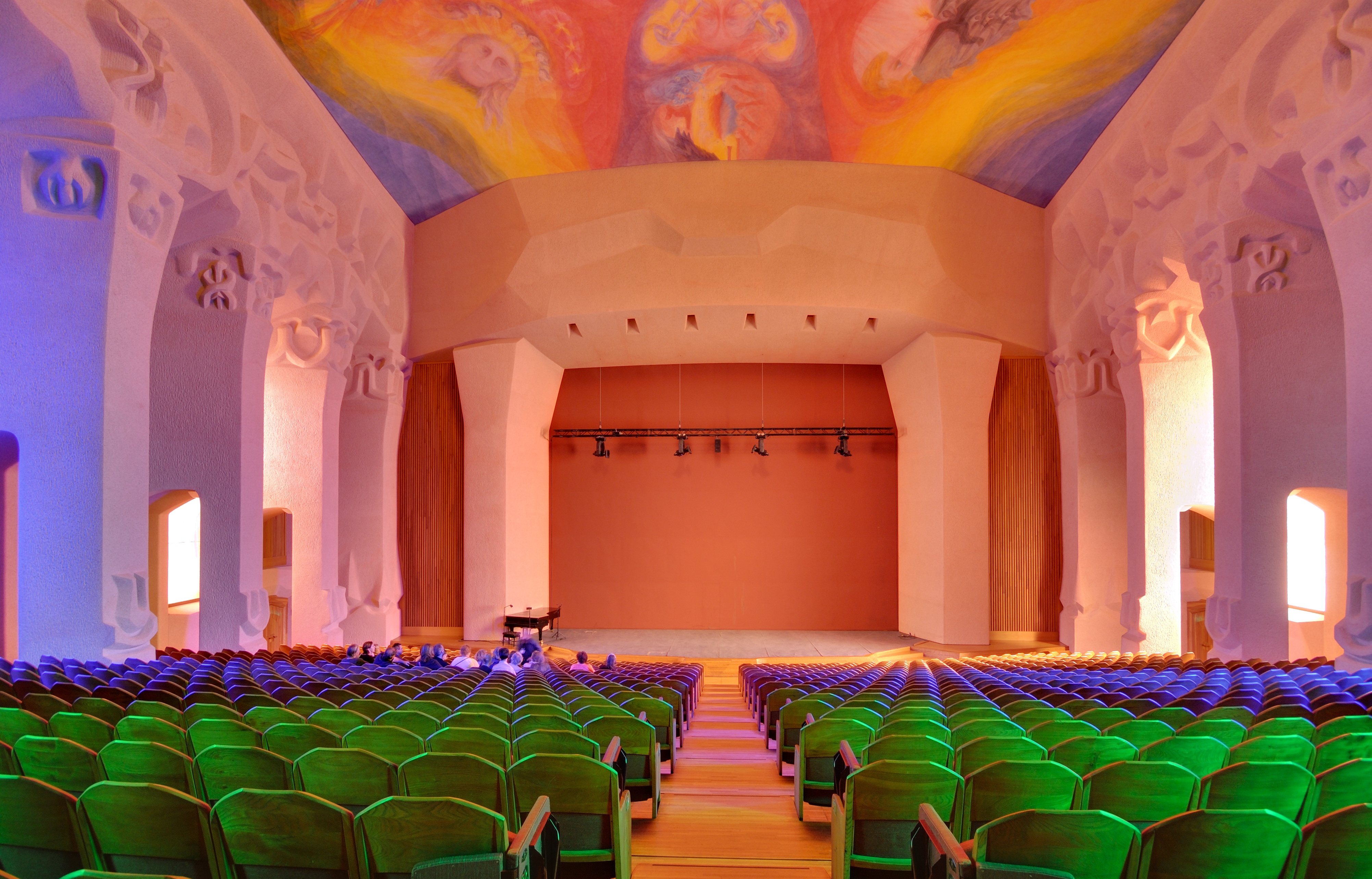
Interiér

Goetheanum je světové centrum antroposofie nacházející se v obci Dornach ve Švýcarsku. Budova byla postavena v letech 1924 až 1928 dle návrhu architekta Rudolfa Steinera na místě původní dřevěné budovy Goetheanea, která vyhořela v roce 1922.

## Původní stavba a požár
Původní stavba byla dřevěná, její základní kámen byl položen roku 1913. Byla postavenu v uměleckém slohu Gesamtkunstwerk. Samotná stavba nesla název Dům Slova. Byla zakončena dvojitou kupolína betonovém podkladu, světlo pronikalo vitrážemi. Sloupy podepírající větší kupoli nesly planetární motivy jako vyjádření duchovních sil tvořících moudrost činnou v utváření člověka.

## Citát Rudolfa Steintera ke stavbě
| „                | U modelu tomu má být tak, že člověk formu vnitřně prožívá, takže drží-li určitým způsobem dláto, učí se milovat plochu, kterou zde vytváří a dává jí vzniknout pomocí palice. … Souvisí to s vnitřními nutnostmi. O těchto věcech lze vždy naznačit jen jednotlivosti. Něčím nesmírně moudrým a zároveň velmi intimním je například to, co je základem celého pojetí naší stavby a co v této stavbě musí být vyjádřeno, samozřejmě, že tímto vyjádřením jsou vesměs formy, které ve vnějším fyzickém světě vůbec neexistují. | “ |
| — Rudolf Steiner | |   |

## Současný stav
Středem stavby je velký sál pro tisíc diváků s velkým hledištěm, nachází se zde také knihovna, knihkupectví a několik menších přednáškových místností. Budova je považována za příklad expresionistické architektury. Steiner se snažil návrh osvobodit od tradičních architektonických omezení i pravých úhlů. Pomocí betonu a zapojením specialistů na lodní stavby se mu podařilo vyvarovat pravých úhlů a docílit pomocí železobetonu sochařského vyznění celé stavby. Chtěl tak docílit pozitivního účinku na lidskou mysl.
Tato národní kulturní památka v 21. století nadále slouží k podpoře alternativní pedagogiky, školství a kultury.